# Besagarahalli, Maddur
Besagarahalli là một làng thuộc tehsil Maddur, huyện Mandya, bang Karnataka, Ấn Độ.